# Harold The Barrel
Harold The Barrel (en castellano: "Harold El Barril") es una canción de la banda inglesa de rock progresivo Genesis que fue lanzada en su tercer álbum, Nursery Cryme del año 1971. Fue la primera canción "divertida" del grupo, comenzando así una tradición que sería también representada en canciones como "I Know What I Like (In Your Wardrobe)", "The Grand Parade Of Lifeless Packaging" "Counting Out Time", Who Dunnit?", "Illegal Alien", "Jesus He Knows Me" o "I Can't Dance". Con Peter Gabriel en el centro de la escena, esta canción incluye letras cómicas y numerosos personajes que el cantante retrata con la ayuda del baterista Phil Collins haciendo los coros. Tiene un estilo folk, siendo una de las canciones que más rápidamente se asimilan en el álbum. El mismo Gabriel ha dicho que esta canción refleja el humor escondido en el subconsciente inglés.
"Harold The Barrel" cuenta la historia del dueño (llamado Harold) de un restaurante quien huye de su hogar luego de servir sus propios dedos a la hora del te y ahora se encuentra parado en el borde de una ventana. El señor Plod y la madre de Harold intentan convencerlo para que no salte. Todo esto se lleva a cabo dentro de los tres minutos de duración de la canción, con una melodía de ritmo rápido.
Debido a que la canción tiene diversos cambios vocales para retratar a los diferentes personajes de la misma (las noticias, el hombre de la calle, el hombre en el lugar de los hechos, el concejal, el alcalde, el público británico, Harold, el señor Plod, la madre, el coro), Gabriel tenía dificultades para hacer las transformaciones entre una y otra voz, especialmente en la versión de estudio. Incluso aunque se utilizaron efectos para distorsionar la voz, la diferencia entre los diferentes personajes, es a veces imperceptible. La canción serviría de punto de partida para otras canciones como "Get 'Em out by Friday" (Foxtrot, 1972), que utilizarían este mismo modelo: una historia cómica presentada como los titulares en un diario, con letras alternándose entre los personajes, obteniendo incluso mejores resultados en la misma que en "Harold The Barrel".
Finalmente, la historia concluye con Harold saltando de la ventana y la banda se detiene, continuando solamente un suave piano y un eco de la voz de Gabriel permanece, retratando la sorpresiva caída, con un potente efecto dramático.
La canción fue interpretada en vivo muy pocas veces entre 1971 y 1972 durante la gira de Nursery Cryme, pero fue rápidamente descartada luego de la publicación de su siguiente álbum "Foxtrot". Sin embargo, fue interpretada ocasionalmente como un bis para la gira de "Selling England by the Pound". Fue puesta como candidata a ser interpretada durante la gira de "The Lamb Lies Down On Broadway" pero nunca fue tocada en la misma. Existen diferentes grabaciones de la canción en vivo durante la gira de "Selling England by the Pound" de 1974, así como en el programa de la BBC Sounds Of The Seventies del 9 de enero de 1972, además de una única durante la gira de "Nursery Cryme" perteneciente a un concierto de Vía Reggio el 20 de agosto de 1972.
- Datos: Q340146